# Brian Bliss
Brian Boyer Bliss (Webster, New York, 1965. szeptember 28. –) amerikai válogatott labdarúgó, edző.

## Pályafutása

### Klubcsapatban
Webster született, New Yorkban. Futballozni középiskolás korában kezdett a Webster Schroeder High School-ban. 1983 és 1986 között a Southern Connecticut State University-n folytatta tanulmányait. Az 1987–88-as szezonban a Cleveland Force csapatában játszott, majd egy-egy évet töltött az Albany Capitals (1989) és a Boston Bolts (1990) együttesénél. Az 1990-es világbajnokságot követően Németországba szerződött az Energie Cottbus csapatához, ahol egy évig játszott. 1991-ben kis ideig a Chemnitzer FC, majd azt követően 1992-től 1996-is a Carl Zeiss Jena játékosa volt. 1996 és 1997 között 31 mérkőzésen pályára lépett az újonnan induló MSL-ben a Columbus Crew színeiben. 1997-ben a MetroStars, 1998-ban pedig a Kansas City Wizardsot erősítette.

### A válogatottban
1984 és 1995 között 33 alkalommal szerepelt az Egyesült Államok válogatottjában és 2 gólt szerzett. 1984. december 2-án egy Ecuador elleni 2–2-es döntetlennel zárult barátságos mérkőzésen mutatkozott be a nemzeti csapatban. Ekkor még egyetemre járt. Tagja volt az 1988. évi nyári olimpiai játékokon és az 1990-es világbajnokságon szereplő válogatott keretének is. Utóbbit javarészt főiskolás és félprofi játékosok alkották. A tornát három vereséggel zárták, Bliss az Ausztria elleni mérkőzésen csereként lépett pályára. Részt vett az 1995-ös Copa Américán is.

### Edzőként
1999-ben a Connecticut Wolves játékosedzője volt. 2000 és 2006 között segédedzőként dolgozott a Kansas City Wizards csapatánál. 2012-től az amerikai U20-as válogatott segédedzője. 2013-ban a Columbus Crew, 2015-ben a Chicago Fire technikai igazgatója volt. 

## Külső hivatkozások
- Brian Bliss adatlapja a National-Football-Teams.com oldalon (angolul)
- Brian Bliss adatlapja a worldfootball.net oldalon (angolul)
- Brian Bliss (angol, francia, spanyol nyelven). FootballDatabase.eu
- Brian Bliss (angol nyelven). olympedia.org